# 成府路
39°59′28″N 116°19′31″E / 39.991239°N 116.325279°E
成府路是位于中华人民共和国北京市海淀区中部的东西向城市主干道，东起学院路、西至中关村北大街。

## 历史

### 成府村
今清华大学西南、北京大学东北的地区在清朝有一村，村名成府。乾隆十一子永瑆曾居此地园邸，因永瑆封号为成亲王，故此地得名成府。因成府之北的圆明园为清王室夏宫，故成府亦多為达官贵人的宅院，作为随扈皇帝的休憩之所。所以成府曾多是老旧平房，间有百年以上的国槐和红柏。形成的村落以府称，故名「成府村」。

#### 本名争端
另说该地始名「陈阜」。据史料，成府较早记作“陈府”。清《日下旧闻考》中记载为“陈府村”，并引述《旗册》和《五城寺院册》等档案，证实其已是一定规模的村落。清末民初，如光绪三十三年（1907）的地图和1935年的《旧都文物略》中，该地名依然记为“陈府”，“成府”是在民国后才开始出现。地方史学者白秉全指出，20世纪末至21世纪初，成府地区因市政建设大规模拆迁，显露了村落的原始地形。该地东高西低，其中心处是一座高出周边平地约5米的条状土山，即“阜”。而以“丘”、“阜”等地形为名古时非常普遍，如北京城的前身“蓟”便因城内西北的“蓟丘”而得名。

### 成府路
成府路因西起成府村而得名，原分为东西两段，以和双清路交汇处为界。西段原为土路，50年代初铺设混凝土路面，文革时改称「东升路」，西起北京大学东门，北有清华大学，南有北京大学中关园宿舍区（现存数栋）。东段原为农田，1952年辟为砾石路，1956年铺设沥青，两侧有北京地质学院、北京矿业学院、北京语言学院（今均已改组），最东端为学院路。